# Buffalo Tom
Buffalo Tom är ett alternativ rock-band från Boston, Massachusetts. Medlemmarna är på gitarr Bill Janovitz, på basgitarr Chris Colbourn och på trummor Tom Maginnis. Bandet grundades på 1980-talet. 
Bandet medverkar i avsnitt 12 "Self-Esteem" av serien Mitt så kallade liv med bland andra Claire Danes och Jared Leto från 1994. De framförde låten "Late at Night" som även spelades i  slutscenen i samma avsnitt. Låten "Sodajerk" finns med på seriens soundtrack.

## Diskografi

### Album
Studioalbum
- Buffalo Tom (1988)
- Birdbrain (1990)
- Let Me Come Over (1992)
- Big Red Letter Day (1993)
- Sleepy Eyed (1995)
- Smitten (1998)
- Three Easy Pieces (2007)
- Skins (2011)
- Quiet And Peace (2017)

Livealbum
- The Middle East, Cambridge, MA 1/24/04 (2004)
- Instant Live 6/10/05 Paradise, Boston, MA (2005)
- Live At The Paradise Rock Club - Boston, MA, June 10, 2005 (2005)

Samlingsalbum
- Asides from Buffalo Tom (2000)
- Besides: A Collection of B-Sides and Rarities (2002)